# Rhegmoclema basilewskyi
Rhegmoclema basilewskyi är en tvåvingeart som beskrevs av Cook 1960. Rhegmoclema basilewskyi ingår i släktet Rhegmoclema och familjen dyngmyggor.
Artens utbredningsområde är Tanzania. Inga underarter finns listade i Catalogue of Life.